# Angelo Nijskens
Angelo Nijskens est un  ancien footballeur néerlandais né le 1er juin 1963.
Il a joué comme attaquant au KSC Lokeren, Bayer 05 Uerdingen, RFC de Liège, Sporting de Charleoi et Alemannia Aachen.
À son palmarès : la Coupe de Belgique 1990 avec le RFC Liège.
Il termine sa carrière comme entraîneur-joueur au club néerlandais amateur HSV Hoek. Il entraîne le KV Courtrai en 2002.